# Fonction d'acidité
Une fonction d'acidité est une mesure de l'acidité d'un milieu ou d'un système de solvant, généralement exprimée en termes de sa capacité à donner des protons à (ou à accepter des protons d') un soluté ( acidité de Brønsted ). L'échelle de pH est de loin la fonction d'acidité la plus couramment utilisée et est idéale pour les solutions aqueuses diluées. D'autres fonctions d'acidité ont été proposées pour différents environnements, notamment la fonction d'acidité de Hammett, H0, pour les milieuz superacides et sa version modifiée H− pour les milieux superbasiques. Le terme fonction d'acidité est également utilisé pour les mesures effectuées sur des systèmes basiques, et le terme fonction de basicité est rare.
Les fonctions d'acidité de type Hammett sont définies par rapport à un milieu tamponné contenant une base faible B et son acide conjugué BH+:
{\displaystyle H_{0}={\rm {p}}K_{\rm {a}}+\log {{c_{\rm {B}}} \over {c_{\rm {BH^{+}}}}}}
où p Ka est la constante de dissociation de BH+ . Ils ont été mesurés à l'origine en utilisant des nitroanilines comme bases faibles ou indicateurs acido-basiques et en mesurant les concentrations des formes protonées et non protonées par spectroscopie UV-visible. D'autres méthodes spectroscopiques, telles que la RMN, peuvent également être utilisées,. La fonction H− est définie de la même manière pour les bases fortes :
{\displaystyle H_{-}={\rm {p}}K_{\rm {a}}+\log {{c_{\rm {B^{-}}}} \over {c_{\rm {BH}}}}}
Ici, BH est un acide faible utilisé comme indicateur acido-basique, et B− est sa base conjuguée.

## Comparaison des fonctions d'acidité avec l'acidité aqueuse
En solution aqueuse diluée, l'espèce acide prédominante est l'ion hydrogène hydraté H3O+ (ou plus précisément [H(OH2)n]+). Dans ce cas, H0 et H− sont équivalents aux valeurs de pH déterminées par l'équation du tampon ou l'équation de Henderson-Hasselbalch .Cependant, une valeur H0 − 21 (une solution à 25% de SbF5 dans HSO3F) n'implique pas une concentration en ions hydrogène de 1021 mol/dm3 : une telle solution aurait une densité plus de cent fois supérieure à celle d'une étoile à neutrons. Au contraire, H0 = − 21 implique que la réactivité ( pouvoir protonant ) des ions hydrogène solvatés est 1021 fois supérieure à la réactivité des ions hydrogène hydratés dans une solution aqueuse de pH 0. Les espèces réactives réelles sont différentes dans les deux cas, mais les deux peuvent être considérées comme des sources de H+, c'est-à-dire Acides de Brønsted. L'ion hydrogène H+ n'existe jamais seul dans une phase condensée, car il est toujours solvaté dans une certaine mesure. La valeur négative élevée de H0 dans les mélanges SbF5/HSO3F indique que la solvatation de l'ion hydrogène est beaucoup plus faible dans ce système solvant que dans l'eau. Une autre façon d'exprimer le même phénomène est de dire que SbF5FSO3H est un donneur de protons beaucoup plus puissant que H3O+ .